# Xã Bear Creek No. 6, Quận Searcy, Arkansas
Xã Bear Creek số 6 (tiếng Anh: Bear Creek No. 6 Township) là một xã thuộc quận Searcy, tiểu bang Arkansas, Hoa Kỳ. Năm 2010, dân số của xã này là 913 người.